# Bae Dong-hyun
Bae Dong-hyun (kor. 배동현 ;ur. 2002) – południowokoreański judoka. 
Uczestnik mistrzostw świata w 2025, a także zdobył medal w drużynie. Startował w Pucharze Świata w 2023 roku.